# Национальная лаборатория Айдахо
Национальная лаборатория Айдахо (англ. Idaho National Laboratory) — одна из шестнадцати национальных лабораторий Министерства энергетики США, основанная в 1949 году. Находится к северу от города Айдахо-Фолс, штат Айдахо, США. Управляется мемориальным институтом Баттеля.
На территории лаборатории расположено 50 ядерных реакторов — это крупнейшее скопление ядерных реакторов в мире.

## История

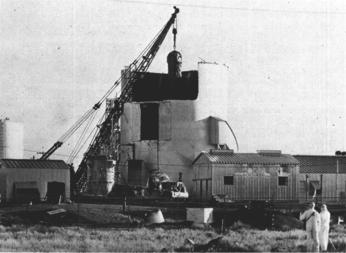
Удаление активной зоны реактора СЛ-1, январь 1961 г.

Лаборатория была создана в 1949 году и первоначально называлась Национальной испытательной реакторной станцией (англ. National Reactor Testing Station, NRTS). Уже в мае этого года здесь началось строительство реактора EBR-I — первого ядерного реактора, который должен был использоваться в исследованиях по применению реакторов в гражданских целях. В 1975 году Комиссия по атомной энергии США была разделена на Управление энергетических исследований и разработок и Комиссию по ядерному регулированию. В 1977, после образования Министерства энергетики США станция в Айдахо была переименована в Национальную инженерную лабораторию Айдахо. С 1997 года она называлась Национальной инженерной и экологической лабораторией Айдахо (INEEL).
1 февраля 2005 г. Мемориальный институт Баттелля объединился с Аргоннской национальной лабораторией, приобрёл INEEL и изменил своё название на нынешнюю Национальную лабораторию Айдахо (INL).

## Исследования

### Проекты в области ядерной энергетики

#### Атомная станция нового поколения (АСНП)
Одной из частей этой программы по разработке усовершенствованных атомных электростанций является «Атомная станция следующего поколения», далее АСНП, которая станет демонстрацией нового способа использования ядерной энергии не только как электрогенератора. Тепло, получаемое в результате ядерной реакции на станции, может использоваться не только для выработки электроэнергии, но и для производства водорода и других промышленных целей. В АСНП будет использоваться высокотемпературный газовый реактор, который у которого будут дополнительные системы безопасности, которые в большей степени зависят от естественных физических процессов, чем от вмешательства человека или механических средств.
В период с 2005 по 2011 год Национальная лаборатория Айдахо сотрудничала с частными предприятиями в разработке АСНП. Министерство энергетики США поручило ей возглавить проект в соответствии с Законом об энергетической политике от 2005 года. С 2011 года приостановлен из-за прекращения финансирования. В настоящее время он принадлежит компании Framatome.

#### Программа устойчивого развития легководных реакторов (УРЛР)
Программа УРЛР направлена на безопасное и экономичное продление срока службы более чем 100 легководных реакторов в США. Она поддерживает проведение исследований в этой области и систематизацию данных для использования в заявках на продление срока действия лицензий.

#### Университетские программы по ядерной энергетике (УПЯЭ)
УПЯЭ Министерства энергетики США предусматривают финансирование университетских исследований, выдачу стипендий и модернизацию инфраструктуры.
Например, в мае 2010 года в рамках программы было выделено 38 миллионов долларов на 42 научно-исследовательских проекта в 23 университетах. В 2009 финансовом году в рамках программы было выделено около 44 миллионов долларов на 71 научно-исследовательский проект и более 6 миллионов долларов на инфраструктурные гранты 30 университетам и колледжам.

### Проекты в области энергетики и экологии

#### Расширенное тестирование транспортных средств
В рамках расширенного тестирования транспортных средств Национальная лаборатория Айдахо собирает информацию о более чем 4000 подключаемых гибридных транспортных средствах, расположенных по всей территории США, Канады и Финляндии. Вместе они собрали данные на общую сумму 1,5 миллиона миль, которые были проанализированы специалистами лаборатории.
Десятки других типов транспортных средств, таких как автомобили на водородном топливе и полностью электрические, также проходят испытания. Эти данные помогут оценить производительность и другие факторы, которые будут иметь решающее значение для широкого внедрения подключаемых устройств или других альтернативных транспортных средств.

#### Биоэнергетика
Исследователи Национальной лаборатории Айдахо сотрудничают с фермерами, производителями сельскохозяйственной техники и университетами, чтобы оптимизировать логистику промышленного производства биотоплива. Сельскохозяйственные отходы, такие как пшеничная солома, кукурузные початки, стебли или листья, или такие культуры, как подорожник или мискантус, могут быть использованы для производства целлюлозного биотоплива. Исследователи лаборатории работают над определением наиболее экономичных способов доставки биотопливного сырья с полей на заводы по переработке в биотопливо.

#### Робототехника
Программа Национальной лаборатории Айдахо по робототехнике занимается исследованием, созданием, тестированием и усовершенствованием роботов, которые убирают опасные отходы, измеряют уровень радиации, обнаруживают туннели для контрабанды наркотиков, помогают в поисково-спасательных операциях и защищают окружающую среду.
Эти роботы передвигаются, ползают, летают и уходят под воду, собираясь в стаи, общаясь друг с другом на ходу и выполняя работу.
Переработка ядерных отходов
В середине 2014 года в компании INTEC на площадке Национальной лаборатории Айдахо близилось к завершению строительство нового объекта по переработке жидких ядерных отходов — установки комплексной переработки отходов (УКПО). На ней будет перерабатываться около 900 000 галлонов жидких ядерных отходов с использованием процесса парового риформинга для получения гранул, пригодных для утилизации. Установка является первой в своём роде и основана на масштабированном прототипе. Этот проект является частью проекта Министерства энергетики по очистке штата Айдахо, направленного на удаление отходов и снос старых ядерных установок лаборатории.

#### Безопасность и исследования по прикладному использованию трития
В мае 2022 года телеканал CNBC сообщил, что была создана программа исследований в области безопасности и трития для изучения протоколов производства и безопасности при работе с тритием — топливом, над которым работают многие стартапы для коммерциализации термоядерной энергетики.

## Инциденты

### Инцидент 1961 года
3 января 1961 года здесь произошла единственная авария на ядерном реакторе США со смертельным исходом. В военном исследовательском реакторе SL-1 расплавилась активная зона и произошёл тепловой взрыв, в результате которого погибли трое операторов.

### Утечка данных в 2023 году
В ноябре 2023 года SiegedSec взломала систему управления персоналом Oracle Национальной лаборатории Айдахо и разместила информацию о 45 047 бывших и нынешних сотрудниках в своём Telegram-канале. Хакеры потребовали проведения лабораторных исследований по созданию гибридов кошки и человека женского пола, «кошкодевочек», в обмен на удаление поста, содержащего украденные данные.